# Megaraptor
Megaraptor, "Enorm rövare", var förut trodd att vara den största av alla dromeosaurider som har blivit upptäckt. Klon som man först hittade troddes vara en dromesaurieklo, och nådde c:a 40 cm i längd. En liknande teori framlades när Baryonyx först var hittad, då man bara fann en klo. 
Megaraptor levde i Argentina under sena Krita. Födan är inte säkerställd, men det skulle vara antingen fisk eller kött i så fall.
Men än så vet man inte om Megaraptor var en spinosaurid eller en art från ett helt okänt släkte. Nyligen har man dock hittat en liknande dinosaurie i Australien, Australovenator, som var ungefär hälften så stor som Megaraptor, men troligen en av superrovdjuren där den levde.